# Anacortes

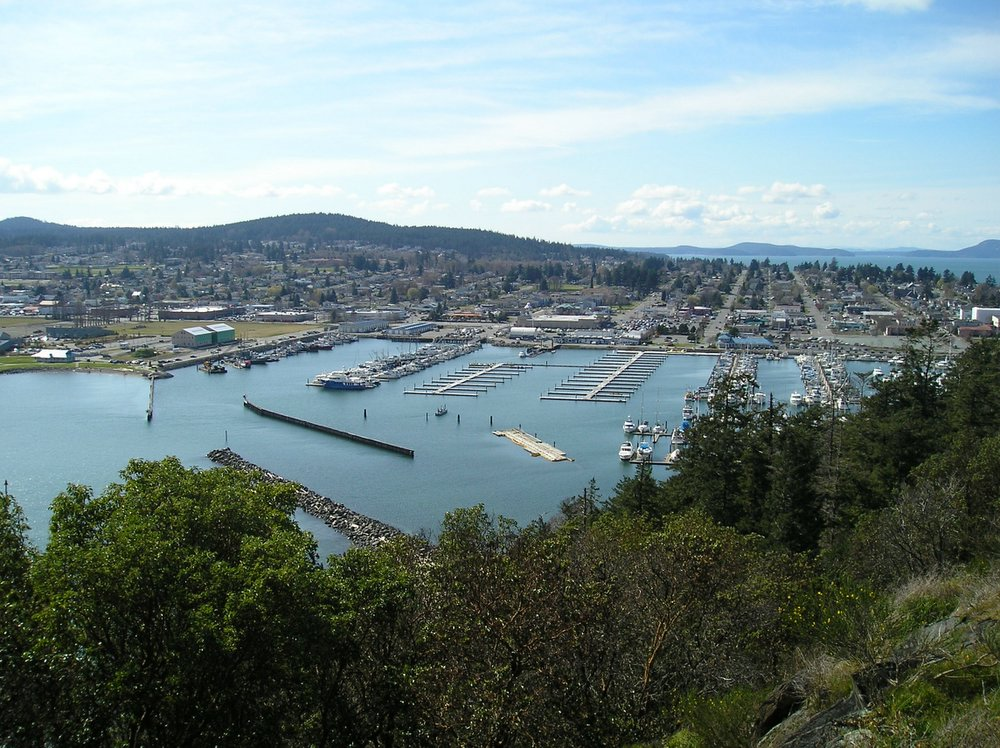
La marina d'Anacortes

Anacortes (prononciation en anglais américain /ˌænəˈkɔːrtəs/)   est une ville américaine, située dans le comté de Skagit, dans l'État de Washington. Le nom « Anacortes » vient d’Anna Curtis qui était l’épouse d’Amos Bowman, un des premiers colons de l’île Fidalgo. Selon un recensement de 2010, la ville est peuplée de 15 778 habitants. Anacortes est l’une des deux villes principales qui, avec Mount Vernon, forme la région métropolitaine de Mount Vernon-Anacortes. 

## Histoire
La ville a été fondée par Amos Bowman alors qu'il emménagea avec sa famille dans la partie la plus au nord de l'île Fidalgo en 1877. À cette époque, Bowman commença à promouvoir la région comme étant une évidence pour la création du terminus du Northern Pacific Railroad puisque ce dernier était construit à travers les North Cascades, une formation montagneuse faisant partie de la chaîne des Cascades, jusqu'à la côte Pacifique. Amos Bowman participa également à la création du premier quotidien local, « The Northwest Enterprise », qui lui permit de promouvoir sa vision de la New York de l'Ouest. La ville fut incorporée aux États-Unis d'Amérique le 19 mai 1891. 
La ville de Seattle et la Northern Company commencèrent la construction de la ligne de chemins de fer en 1888. La rumeur des travaux donna suite à une spéculation de la valeur des terrains immobiliers ce qui permit à la ville de se développer entre 1888 et 1890. l'Oregon Improvement Company injecta quinze millions de dollars en obligations en vue de développer la ville.
En 1891, la bulle immobilière éclata. Les spéculateurs perdirent leur argent et l'Oregon Improvement Company ne fut plus en mesure d'achever les voies ferrées qui devaient passer à travers la chaîne des Cascades. Cela empêcha Anacortes de devenir le terminus ferroviaire comme Bowman l'avait envisagé.  La ville s'est ensuite développée autour des industries de la pêche et du bois.

## Géographie
La ville se trouve sur l'île Fidalgo, au nord-ouest de l'État de Washington, à environ 126 kilomètres au nord de Seattle. Elle est entourée par le nord du Puget Sound et les îles San Juan.

## Gouvernement
Anacortes est gouvernée par conseil maïoral. Le maire de la ville est élu directement. Le conseil de la ville comprend sept membres dont trois sont élus pour représenter leur quartier respectif. Les quatre restants sont élus parmi l'ensemble des membres.

## Transports
La ville est desservie par l'aéroport d'Anacortes (en).

## Personnalité liée à la ville
- Burl Ives, acteur, est décédé à Anacortes.

## Jumelages
Anacortes est jumelée avec quatre villes.
- Sidney (Canada)
- Vela Luka (Croatie)
- Nikaho (Japon)
- Lomonosov (Russie)

## Sources
1. ↑  Southeast Seiners, « Anacortes - The Perfect Port », 22 avril 2011 (consulté le 10 juillet 2016)
2. ↑  « Anacortes — Thumbnail History », sur www.historylink.org, 12 janvier 2011 (consulté le 10 juillet 2016)
3. ↑  « Anacortes History Introduction », sur www.cityofanacortes.org (consulté le 10 juillet 2016)
4. ↑  Voir sur ce site pour l'histoire d'Anacortes
5. ↑  Les villes jumelées avec Anacortes sont sur ce site